# Antoine Capelle
 (mai 2016).
Pour les articles homonymes, voir Capelle.
Antoine Capelle est un artiste peintre sur porcelaine français né vers 1722 à Paris et mort le 30 mars 1801 à Sèvres.

## Biographie
Antoine Capelle a débuté comme peintre en éventails puis est entré à la Manufacture de Vincennes en 1745. Il est chargé du four des peintres de 1745 à 1756, puis est actif à la Manufacture de Sèvres de 1756 à 1800. Il a épousé Marie-Louise  Sorin à Paris le 21 octobre 1748 en l'église Saint-Germain-l'Auxerrois. Celle-ci rentre à Vincennes l'année suivante et le suivra en qualité de peintre à Sèvres de 1756 à 1763. Leur fils, Antoine Baptiste Michel Capelle, sera un peintre sur porcelaine actif à Sèvres de 1765 à 1768.
Il a donné son nom à la couleur d'un fond brun foncé, le « fond Capelle », qu'il a créée.

## Œuvres dans les collections publiques
Aux États-Unis
- Los Angeles, Getty Center :
  - Tasse et soucoupe, 1781, porcelaine tendre de la Manufacture de Sèvres, couleur du fond Capelle, réserve et camées attribuées à Pierre-André Le Guay et serties par Philippe Parpette ;
  - Assiette, 1782, porcelaine tendre de Sèvres, fond brun foncé Capelle, décoration émail polychrome et dorures par Antoine Capelle, Jacques François Louis de Laroche et Henri Martin Prévost le Jeune ;